# Oocorys sulcata
Oocorys sulcata is een slakkensoort uit de familie van de Cassidae. De wetenschappelijke naam van de soort is voor het eerst geldig gepubliceerd in 1884 door P. Fischer.